# Papíron jónak tűnt
A Papíron jónak tűnt (eredeti cím: Good on Paper) 2021-ben bemutatott amerikai romantikus-filmvígjáték, melyet Kimmy Gatewood rendezett (rendezői debütálás) Iliza Shlesinger forgatókönyvéből. A főszerepben Ryan Hansen, Margaret Cho és Rebecca Rittenhouse látható.
A filmet 2021. június 23-án mutatta be a Netflix.
Miután évekig a karrierjét helyezte előtérbe, egy stand-up női komikus találkozik egy sráccal, aki tökéletesnek tűnik: okos, kedves, sikeres és talán túl jó ahhoz, hogy mindez igaz legyen. 

## Cselekmény
Andrea 34 éves stand-up komikus. Meghallgatásra jelentkezik egy filmszerepre, de nem kapja meg. A reptéren összetalálkozik Dennis Kelly-vel, majd kiderül, hogy a jegyük egymás mellé szól a repülőgépen.
Dennis elmondja Andreának, hogy pénzügyi vonalon dolgozik, fedezeti alapokkal foglalkozik, és a Yale Egyetemen végzett. Úgy tűnik, azonnal megkedvelik egymást. Elkezdenek többet együtt lenni, a férfi segít neki felkészülni a meghallgatásokra, és barátok lesznek. Bár a lányt nem igazán érdekli ő, a férfi viszont egy alkalommal leitatja, és lefekszenek egymással.
Ahogy Andrea és Dennis egyre közelebb kerülnek egymáshoz, a lány és barátnője, Margot megkérdőjelezik, hogy a férfi tényleg az-e, amit állít magáról. Nem tart sokáig, mire kiderül, hogy a megérzései igazak voltak. A férfi még bíróság elé is viszi a nőt, de az igazságszolgáltatás győzedelmeskedik. Andrea távoltartási végzést kap, és még több táptalajt a stand up műsorához.

## Szereplők
| Szerep               | Színész             | Magyar hang        |
| -------------------- | ------------------- | ------------------ |
| Andrea               | Iliza Shlesinger    |                    |
| Dennis               | Ryan Hansen         | Hamvas Dániel      |
| Margot               | Margaret Cho        | Solecki Janka      |
| Serrena              | Rebecca Rittenhouse | Mikita Dorka Júlia |
| Brett                | Matt McGorry        |                    |
| Roppant jóképű férfi | Tyler Cameron       |                    |
| Chanterelle          | Taylor Hill         |                    |
| Maggie               | Kimia Behpoornia    |                    |
| Leslie               | Beth Dover          | Bogdányi Titanilla |

## Filmkészítés
2020 áprilisában bejelentették, hogy Iliza Shlesinger befejezte a film forgatókönyvét, a rendező Kimmy Gatewood lett, a forgalmazó pedig a Universal Pictures.
A forgatás 2019 novemberében kezdődött és 2019 decemberében fejeződött be.

## Megjelenés
A filmet 2021. június 23-án adta ki a Netflix.

## Fordítás
- Ez a szócikk részben vagy egészben  a   Good on Paper című angol Wikipédia-szócikk fordításán alapul.  Az eredeti cikk szerkesztőit annak laptörténete sorolja fel. Ez a jelzés csupán a megfogalmazás eredetét és a szerzői jogokat jelzi, nem szolgál a cikkben szereplő információk forrásmegjelöléseként.